# Ypsilon Andromedae e
Ypsilon Andromedae e – planeta pozasłoneczna krążąca wokół gwiazdy Ypsilon Andromedae (Titawin). Jest najbardziej oddaloną od gwiazdy spośród czterech znanych planet w tym układzie planetarnym.

## Odkrycie
Odkrycie planety ogłoszono 22 listopada 2010 roku, a pracę naukową opublikowano 2 grudnia tego samego roku.
Astronomowie początkowo myśleli, że ta planeta nie może istnieć, ponieważ to uczyniłoby system planetarny niestabilnym. Ale w 2007 roku odnotowano „wyspę stabilności” w regionie, w której może istnieć czwarta planeta w tym systemie.

## Charakterystyka
Ypsilon Andromedae e jest jakby „bliźniakiem Jowisza”, ponieważ posiada masę nieco większą niż masa Jowisza i orbituje w podobnej odległości jak Jowisz od Słońca (5,2456 au egzoplanety w porównaniu do 5,2043 au dla Jowisza). Planeta okrąża gwiazdę w ciągu ponad dziesięciu lat. Ma mimośród 0,00536, co czyni jej orbitę bardziej okrągłą niż którejkolwiek z planet w naszym Układzie Słonecznym.